# Tubastraea
Genre
Tubastraea est un genre de coraux durs (ordre Scleractinia), de la famille des Dendrophylliidae.

## Liste sous-taxons
Tubastraea comprend les espèces suivantes : 
| Selon ITIS (6 décembre 2015) : - Tubastraea aurea Quoy & Gaimard, 1833 - Tubastraea coccinea Lesson, 1829 - Tubastraea diaphana Dana, 1846 - Tubastraea faulkneri Wells, 1982 - Tubastraea floreana Wells, 1982 - Tubastraea micranthus Ehrenberg, 1834 - Tubastraea tagusensis Wells, 1982 | Selon World Register of Marine Species (6 décembre 2015) : - Tubastraea caboverdiana Ocaña & Brito, 2015 (Atlantique tropical africain) - Tubastraea coccinea Lesson, 1829 (Indo-Pacifique tropical, introduit dans l'Atlantique) - Tubastraea diaphana (Dana, 1846) (Indo-Pacifique tropical) - Tubastraea faulkneri Wells, 1982 (Indo-Pacifique tropical) - Tubastraea floreana Wells, 1982 (Pacifique est) - Tubastraea micranthus (Ehrenberg, 1834) (Indo-Pacifique tropical, introduit dans l'Atlantique) - Tubastraea tagusensis Wells, 1982 (Pacifique est, introduit dans l'Atlantique) |

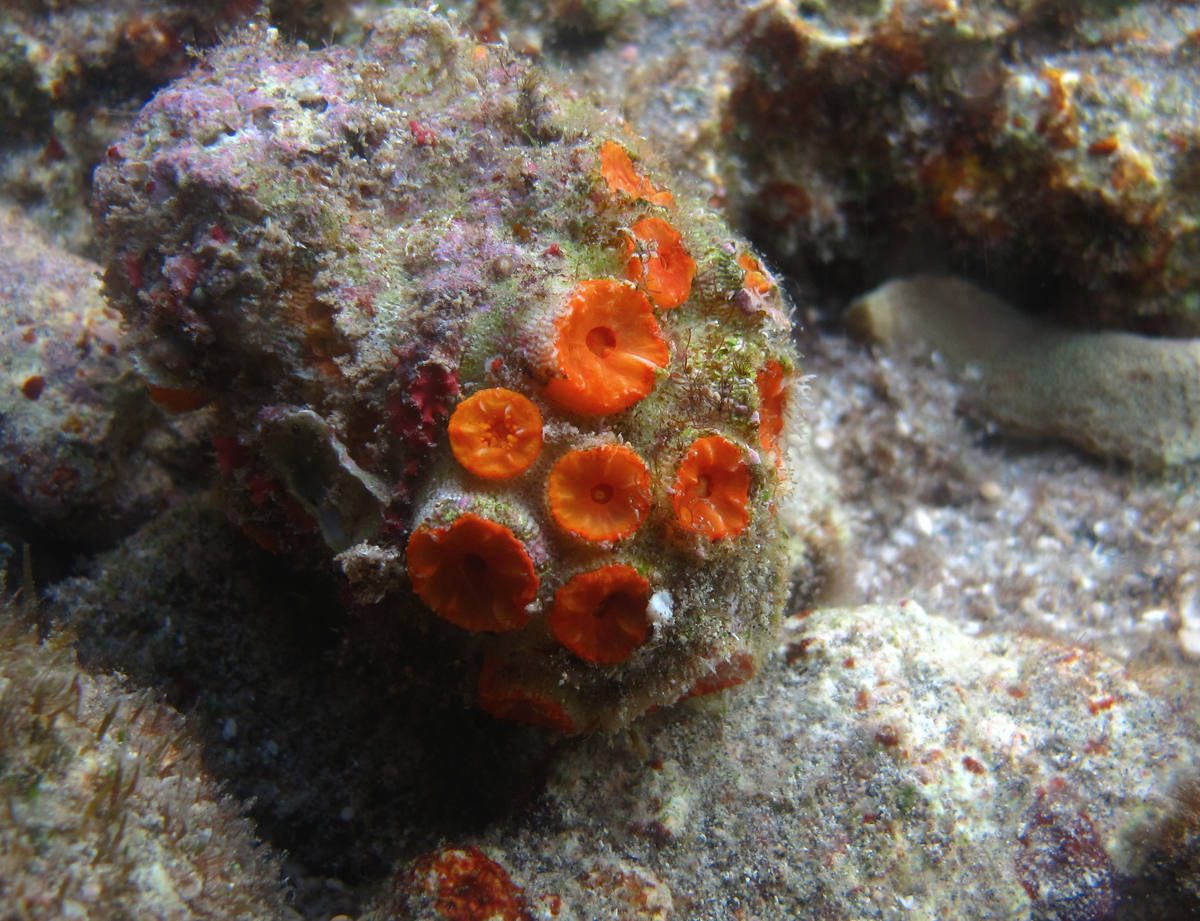
Tubastraea coccinea (polypes rétractés)
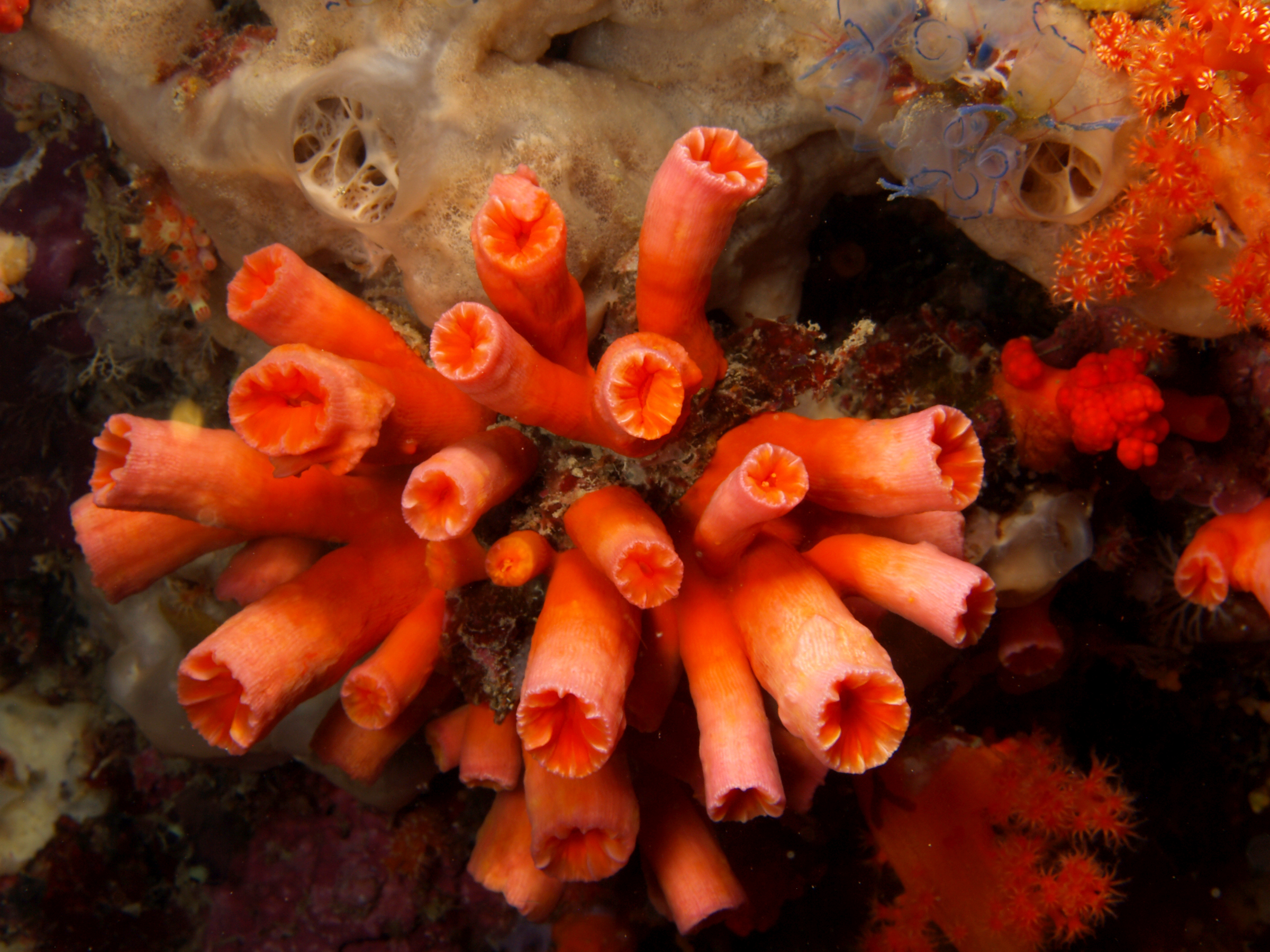
Tubastraea faulkneri (polypes rétractés)
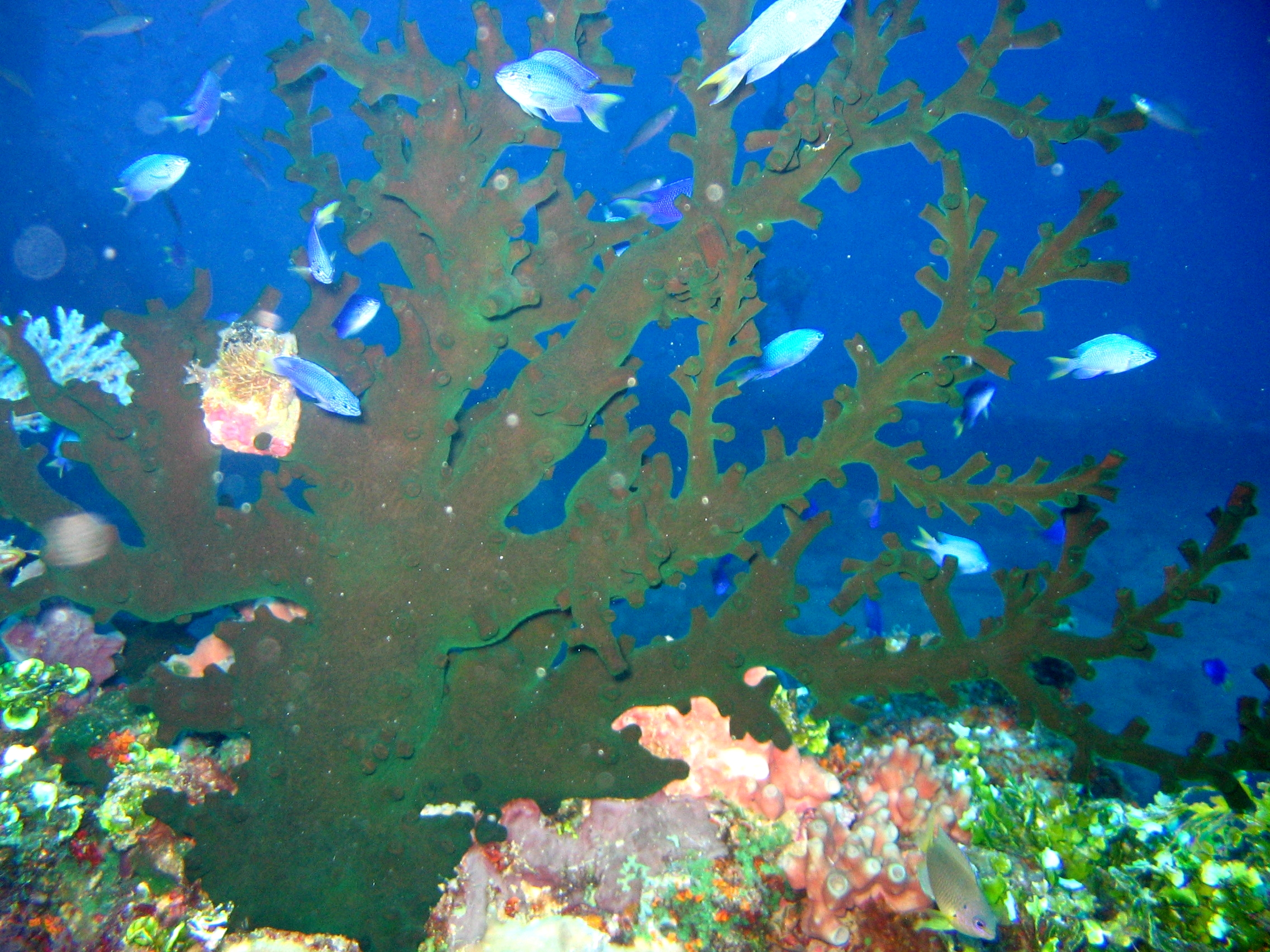
Tubastraea micranthus (polypes rétractés)

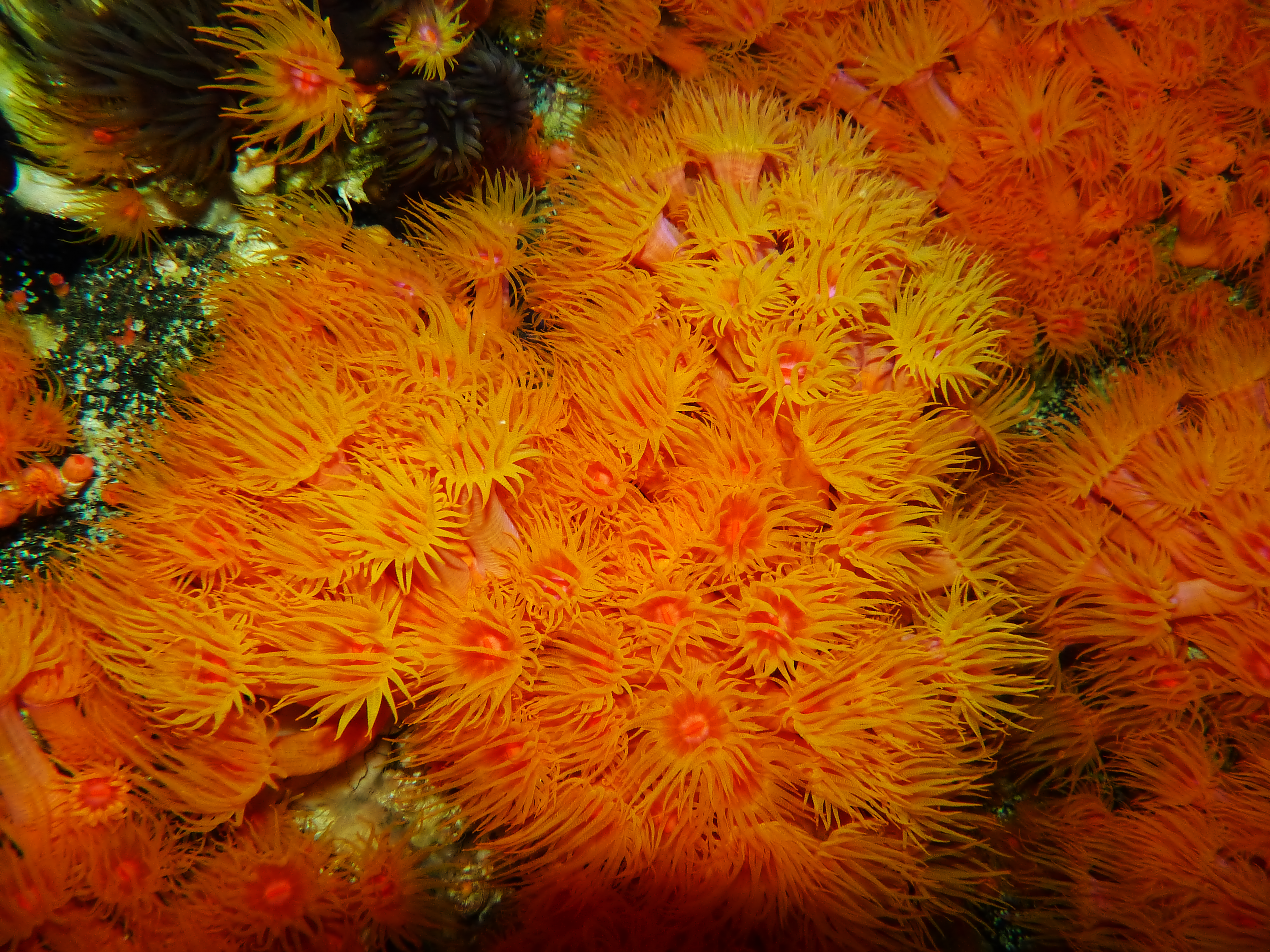
Tubastraea coccinea
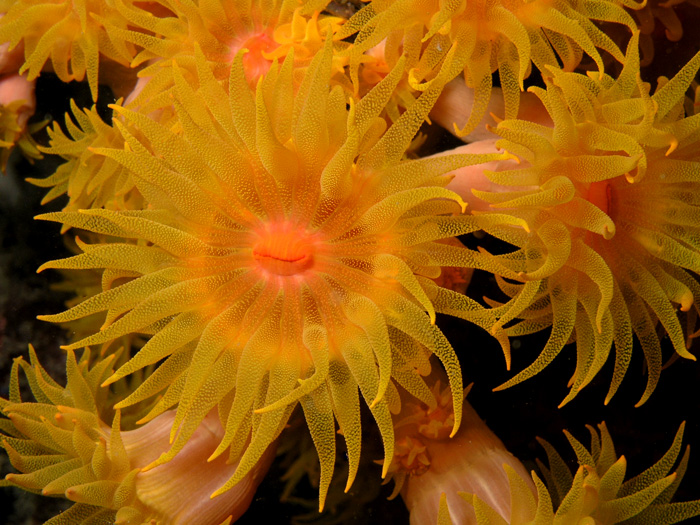
Tubastraea faulkneri
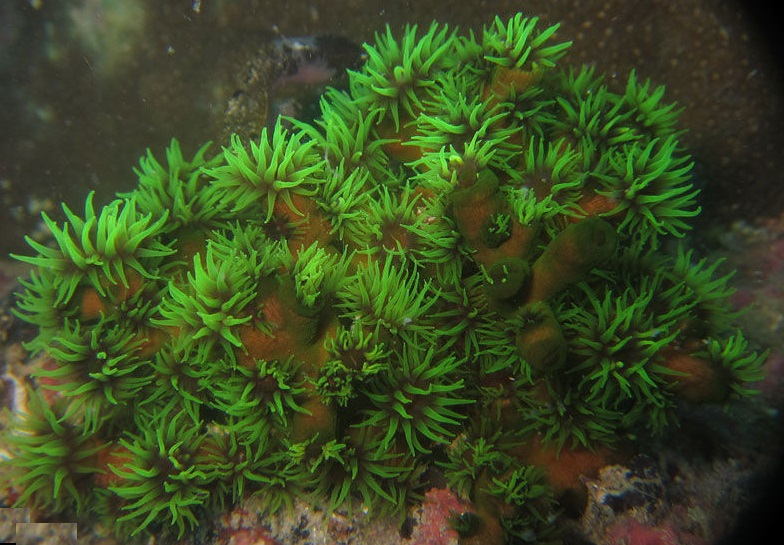
Tubastraea micranthus